# Retrat d'un cavaller (Hispanic Society)
El Retrat d'un Cavaller (Miniatura), és una miniatura generalment assignada al corpus artístic d'El Greco, tot i que no hi ha unanimitat entre els estudiosos sobre l'autoria d'aquesta obra. Com el seu pendant Retrat d'una dama, consta amb en número X-205 en el catàleg raonat d'obres d'aquest pintor, realitzat pel seu especialista Harold Wethey,

## Análisi de l'obra
Oli sobre cartró; Miniatura de 79 x 57 mm.; Hispanic Society of America; Nova York
Aquesta obra és el pendant del Retrat d'una dama. L'autenticitat d'aquesta obra és negada per H.E. Wethey, però és acceptada per August L. Mayer i per J. Camón Aznar.